# Agrochola anatolica
Agrochola anatolica là một loài bướm đêm trong họ Noctuidae.